# Phyllonomaceae
Classification APG III (2009)
Famille
Synonymes
- Dulongiaceae J.Agardh,1858

La famille des Phyllonomacées est une famille de plantes dicotylédones.
Elle comprend 4 espèces du genre Phyllonoma. Ce sont des arbres ou des arbustes, originaires d'Amérique centrale (du Pérou au Mexique). Ils se reconnaissent par leurs inflorescences épiphylles, qui se développent à la surface supérieure des feuilles, près de l'apex.

## Étymologie
Le nom vient du genre type Phyllonoma, composé des mots grecs φύλλων / fyllon, feuille, et νομός / nomos, « pâturage ; pacage ; nourriture », en référence aux inflorescences groupées sur la face supérieure du limbe de leurs feuilles et vers l'apex  (épiphyllie).
Le genre Phyllonoma a été créé en 1820 par le  botaniste et pharmacien allemand Carl Ludwig Willdenow.
La famille des Phyllonomaceae a été créée en 1905 par le  botaniste américain John Kunkel Small.

## Classification
En classification classique de Cronquist (1981) cette famille n'existe pas : le genre Phyllonoma est inclus dans la famille des Grossulariacées.
La classification phylogénétique APG II (2003) et classification phylogénétique APG III (2009) situent cette famille dans l'ordre des Aquifoliales.

## Liste des genres
Selon NCBI (12 nov. 2015), DELTA Angio (12 nov. 2015) et GRIN (12 nov. 2015) :
- Phyllonoma (en) Willd. ex Schult.

## Liste des espèces
Selon NCBI (12 nov. 2015) :
- genre Phyllonoma
  - Phyllonoma laticuspis
  - Phyllonoma ruscifolia

Selon GRIN (9 Jul 2010) :
- genre Phyllonoma
  - Phyllonoma laticuspis (Turcz.) Engl.